# Binneyidae
Die Binneyidae sind eine kleine Familie von Nacktschnecken aus der Unterordnung der Landlungenschnecken (Stylommatophora). Derzeit sind knapp zehn Arten und Unterarten bekannt. Die vermutlich ältesten Vertreter der Binneyidae stammen aus dem Oberen Eozän/Oligozän (Paläogen) von Montana und British Columbia.

## Merkmale
Die Vertreter der Familie haben das Gehäuse nur teilweise reduziert. Es hat nur wenige Windungen, ist flach-ohrförmig oder plattig und überwiegend nicht vom Mantel bedeckt. Es sitzt auf dem Rücken, das Tier kann sich aber im Adultstadium nicht mehr in das Gehäuse zurückziehen. Der Zustand kann als "Halbnacktschnecken"-Stadium bezeichnet werden. Der Eingeweidesack bildet auf dem Rücken einen Buckel bzw. erstreckt sich in diesen Buckel, aber nicht in den Schwanz hinter dem Mantel. Die Sohle ist ungeteilt oder dreigeteilt. Schlundmuskeln und Tentakelretraktormuskeln laufen im hinteren Teil zusammen und setzen am Diaphragma an. Der Genitalapparat liegt am hinteren Ende der Eingeweidehöhle. Penis und Epiphallus sind normal entwickelt.

## Geographische Verbreitung
Die wenigen Arten der Familie kommen ausschließlich im nordwestlichen und westlichen Nordamerika vor. Vorkommen sind aus der Columbia-River-Region (Oregon), von Vancouver Island, dem westlichen Montana, Channel Islands (Kalifornien) und von Niederkalifornien (Baja California) bekannt.

## Systematik
Schileyko (2007) führt das Taxon als Unterfamilie der Wegschnecken (Arionidae). Die Familie Binneyidae enthält nur drei Gattungen, davon ist die Stellung von einer Gattung in dieser Familie noch fraglich.
- Familie Binneyidae Cockerell, 1891
  - Gattung Binneya Cooper, 1863 (mit den Untergattungen Binneya (Binneya) Cooper, 1863 und Binneya (Allothyra) Pilsbry, 1948)
  - Gattung Hemphillia Bland & Binney, 1872
  - Gattung ?Gliabates Webb, 1959